# Freddy Vava
Freddy Vava (25 novembre 1982) è un calciatore vanuatuano, difensore del Tafea e della Nazionale vanuatuana.

## Carriera

### Nazionale
Ha esordito in Nazionale nel 2002.